# فخ (فلم 2024)
فخ (بالإنجليزية: Trap) هو فيلم إثارة نفسية أمريكي لعام 2024 من تأليف وإخراج وإنتاج إم نايت شيامالان. وبطولة جوش هارتنت وأرييل دونوغو وساليكا نايت شيامالان وهايلي ميلز وأليسون بيل، تدور أحداث الفيلم حول قاتل متسلسل يتهرب من حصار الشرطة أثناء حضوره حفلًا موسيقيًا مع ابنته.

## روابط خارجية
- مقالات تستعمل روابط فنية بلا صلة مع ويكي بيانات